# Ocyptamus arabella
Ocyptamus arabella är en tvåvingeart som först beskrevs av Hull 1947.  Ocyptamus arabella ingår i släktet Ocyptamus och familjen blomflugor.
Artens utbredningsområde är Costa Rica. Inga underarter finns listade i Catalogue of Life.